# 安全研究

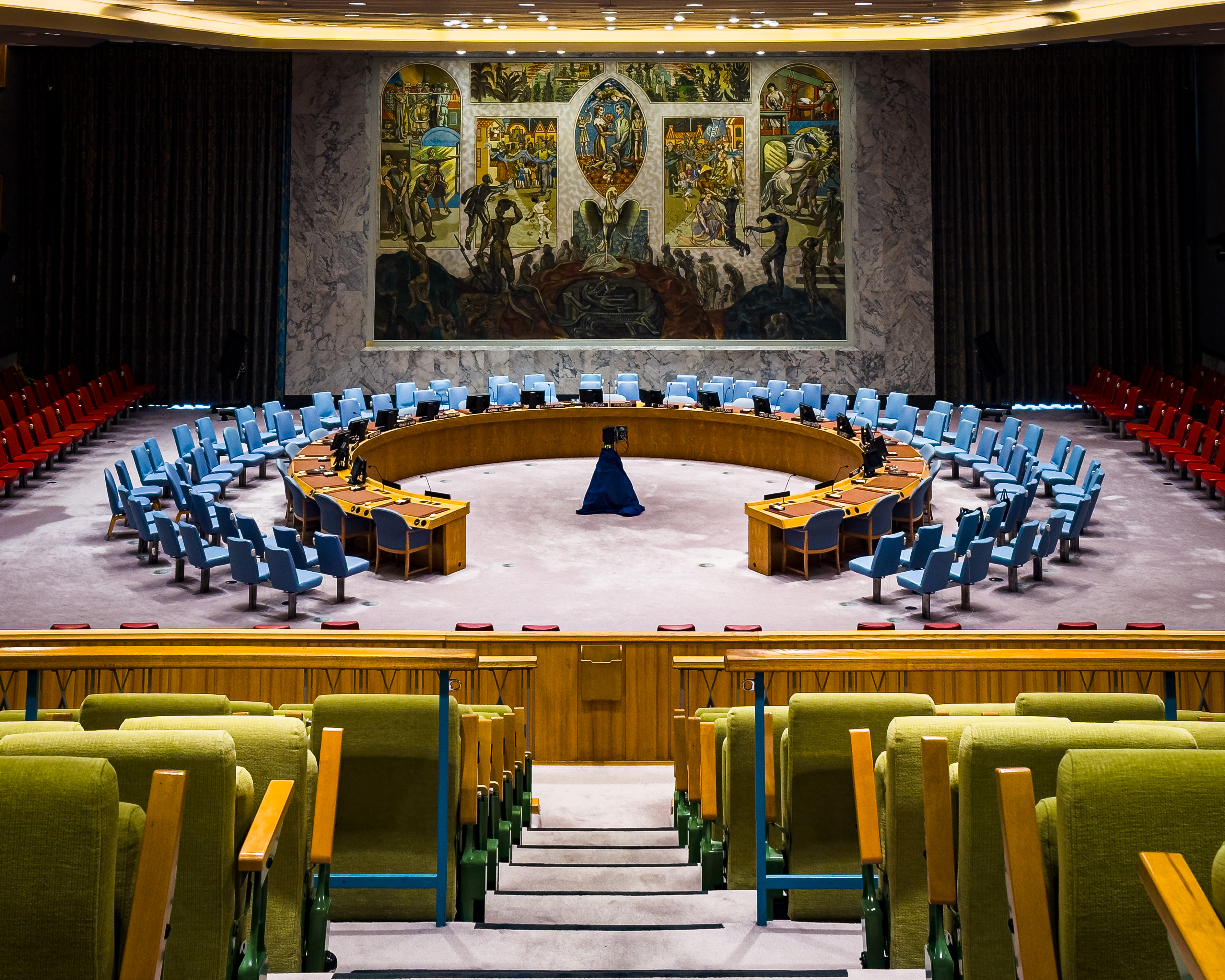
联合国安理会

安全研究（Security studies），是国际关系学的一个分支学科，研究有组织的暴力、军事冲突、国家安全和国际安全。
该领域与其母领域国际关系相似，通常旨在培养那些渴望在智库、咨询、国防承包商、人权非政府组织或专注于外交、外交政策、冲突解决和预防、应急和灾害管理、情报和国防的政府服务岗位上从事专业职业的学生，但也可以针对学术界专业的学术研究，或服务于公共知识分子、评论家或记者撰写安全政策。

## 引用
1. ↑  Walt, Stephen M. . International Studies Quarterly. 1991, 35 (2): 211–239. ISSN 0020-8833. JSTOR 2600471. doi:10.2307/2600471.
2. ↑  Williams, Paul (2012) Security Studies: An Introduction, Abingdon: Routledge
3. ↑  Rossi, Norma; Riemann, Malte (编). . SAGE. 2024-03-15. ISBN 9781529615548.